# FNS 가요제
FNS 가요제(일본어: FNS歌謡祭)은 1년에 한번씩 연말 특집으로 개최되는 일본의 텔레비전 음악 방송 프로그램이다.

## 역대 그랑프리 수상자·곡
| 연도   | 곡명                 | 곡명                 | 가수            |
| ------ | -------------------- | -------------------- | --------------- |
| 1974년 | みれん               | みれん               | 이쓰키 히로시   |
| 1975년 | シクラメンのかほり   | シクラメンのかほり   | 후세 아키라     |
| 1976년 | 北の宿から           | 北の宿から           | 미야코 하루미   |
| 1977년 | 津軽海峡・冬景色     | 津軽海峡・冬景色     | 이시카와 사유리 |
| 1978년 | LOVE (抱きしめたい)  | LOVE (抱きしめたい)  | 사와다 겐지     |
| 1979년 | YOUNG MAN (Y.M.C.A.) | YOUNG MAN (Y.M.C.A.) | 사이조 히데키   |
| 1980년 | ふたりの夜明け       | ふたりの夜明け       | 이쓰키 히로시   |
| 1981년 | ルビーの指環         | ルビーの指環         | 데라오 아키라   |
| 1982년 | 野ばらのエチュード   | 野ばらのエチュード   | 마츠다 세이코   |
| 1983년 | 矢切の渡し           | 矢切の渡し           | 호소카와 다카시 |
| 1984년 | 長良川艶歌           | 長良川艶歌           | 이쓰키 히로시   |
| 1985년 | ミ・アモーレ         | ミ・アモーレ         | 나카모리 아키나 |
| 1986년 | DESIRE-情熱-         | DESIRE-情熱-         | 나카모리 아키나 |
| 1987년 | 愚か者               | 愚か者               | 곤도 마사히코   |
| 1988년 | Witches              | Witches              | 나카야마 미호   |
| 1989년 | 太陽がいっぱい       | 太陽がいっぱい       | 히카루겐지      |
| 1990년 | おどるポンポコリン   | おどるポンポコリン   | 비비퀸즈        |

## 방영 목록
최저 시청률과 최고 시청률은 시청률 조사회사와 지역별로 시청률에 차이가 있을 수 있습니다.
| 화수   | 화수   | 날짜             | 시간                      | 부제목          | 장소                                                                    | 비디오 리서치 평균 시청률          |
| ------ | ------ | ---------------- | ------------------------- | --------------- | ----------------------------------------------------------------------- | ---------------------------------- |
| 제1회  | 예선   | 1974년 7월 2일   | 오후 8시 ~ 오후 9시 24분  | 1974 FNS 가요제 | 데이코쿠 호텔 ‘쿠자쿠노마’                                              | 26.2%                              |
| 제1회  | 본선   | 1974년 7월 18일  | 오후 8시 ~ 9시 54분       | 1974 FNS 가요제 | 니혼 게키조                                                             | 34.0%                              |
| 제2회  | 예선   | 1974년 12월 10일 | 오후 8시 ~ 오후 9시 24분  | 1974 FNS 가요제 | 데이코쿠 호텔 ‘쿠자쿠노마’                                              | 불명                               |
| 제2회  | 본선   | 1974년 12월 19일 | 오후 8시 ~ 오후 9시 54분  | 1974 FNS 가요제 | 신주쿠 코마 극장                                                        | 26.4%                              |
| 제3회  | 예선   | 1975년 7월 1일   | 오후 8시 ~ 8시 24분       | 1975 FNS 가요제 | 케이오 플라자 호텔 ‘콘코드볼룸’                                         | 25.9%                              |
| 제3회  | 본선   | 1975년 7월 17일  | 오후 8시 ~ 9시 54분       | 1975 FNS 가요제 | 나카노 선플라자                                                         | 22.3%                              |
| 제4회  | 예선   | 1975년 12월 2일  | 오후 8시 ~ 9시 24분       | 1975 FNS 가요제 | 후지 TV 구 가와다초 사온 제6 특설 스튜디오                              | 28.8%                              |
| 제4회  | 본선   | 1975년 12월 16일 | 오후 7시 30분 ~ 9시 24분  | 1975 FNS 가요제 | 나카노 선플라자                                                         | 30.3%                              |
| 제5회  | 예선   | 1976년 12월 10일 | 오후 7시 30분 ~ 8시 54분  | 1976 FNS 가요제 | 후지 TV 구 가와다초 사옥 제6 특설 스튜디오                              | 불명                               |
| 제5회  | 본선   | 1976년 12월 21일 | 오후 7시 30분 ~ 9시 24분  | 1976 FNS 가요제 | 나카노 선 플라자                                                        | 28.2%                              |
| 제6회  | 예선   | 1977년 12월 6일  | 오후 8시 ~ 9시 24분       | 1977 FNS 가요제 | 후지 TV 구 가와다초 사옥 제6 특설 스튜디오                              | 30.6%                              |
| 제6회  | 본선   | 1977년 12월 20일 | 오후 7시 30분 ~ 9시 24분  | 1977 FNS 가요제 | 나카노 선 플라자                                                        | 36.0%                              |
| 제7회  | 예선   | 1978년 12월 5일  | 오후 8시 ~ 9시 24분       | 1978 FNS 가요제 | 나카노 선플라자                                                         | 불명                               |
| 제7회  | 본선   | 1978년 12월 19일 | 오후 7시 ~ 9시 24분       | 1978 FNS 가요제 | 일본 무도관                                                             | 불명                               |
| 제8회  | 예선   | 1979년 12월 4일  | 오후 8시 ~ 9시 24분       | 1979 FNS 가요제 | 나카노 선플라자                                                         | 불명                               |
| 제8회  | 본선   | 1979년 12월 18일 | 오후 7시 ~ 9시 24분       | 1979 FNS 가요제 | 일본 무도관                                                             | 불명                               |
| 제9회  | 예선   | 1980년 12월 2일  | 오후 8시 ~ 9시 24분       | 1980 FNS 가요제 | 나카노 선플라자                                                         | 불명                               |
| 제9회  | 본선   | 1980년 12월 16일 | 오후 7시 ~ 9시 24분       | 1980 FNS 가요제 | 일본 무도관                                                             | 불명                               |
| 제10회 | 예선   | 1981년 12월 1일  | 오후 7시 ~ 8시 54분       | 1981 FNS 가요제 | 나카노 선플라자                                                         | 26.3%                              |
| 제10회 | 본선   | 1981년 12월 15일 | 오후 7시 ~ 8시 54분       | 1981 FNS 가요제 | 일본 무도관                                                             | 29.2%                              |
| 제11회 | 예선   | 1982년 12월 7일  | 오후 7시 ~ 8시 54분       | 1982 FNS 가요제 | 나카노 선플라자                                                         | 24.1%                              |
| 제11회 | 본선   | 1982년 12월 21일 | 오후 7시 ~ 8시 54분       | 1982 FNS 가요제 | 일본 무도관                                                             | 28.3%                              |
| 제12회 | 예선   | 1983년 12월 6일  | 오후 7시 ~ 8시 54분       | 1983 FNS 가요제 | 나카노 선플라자                                                         | 20.1%                              |
| 제12회 | 본선   | 1983년 12월 20일 | 오후 7시 ~ 8시 54분       | 1983 FNS 가요제 | 일본 무도관                                                             | 26.6%                              |
| 제13회 | 예선   | 1984년 12월 4일  | 오후 7시 ~ 8시 54분       | 1984 FNS 가요제 | 나카노 선플라자                                                         | 23.4%                              |
| 제13회 | 본선   | 1984년 12월 18일 | 오후 7시 ~ 8시 54분       | 1984 FNS 가요제 | 일본 무도관                                                             | 22.8%                              |
| 제14회 | 예선   | 1985년 12월 3일  | 오후 7시 ~ 8시 54분       | 1985 FNS 가요제 | 나카노 선플라자                                                         | 19.1%                              |
| 제14회 | 본선   | 1985년 12월 17일 | 오후 7시 ~ 8시 54분       | 1985 FNS 가요제 | 일본 무도관                                                             | 21.2%                              |
| 제15회 | 제15회 | 1986년 12월 16일 | 오후 7시 ~ 오후 9시 54분  | 1986 FNS 가요제 | 일본 무도관                                                             | 24.4%                              |
| 제16회 | 제16회 | 1987년 12월 8일  | 오후 7시 ~ 오후 9시 54분  | 1987 FNS 가요제 | 일본 무도관                                                             | 24.8%                              |
| 제17회 | 제17회 | 1988년 12월 6일  | 오후 7시 ~ 오후 9시 54분  | 1988 FNS 가요제 | 후지 TV 구 가와다초 사옥 제6 특설 스튜디오                              | 불명                               |
| 제18회 | 제18회 | 1989년 12월 12일 | 오후 7시 ~ 오후 9시 54분  | 1989 FNS 가요제 | 일본 무도관                                                             | 불명                               |
| 제19회 | 제19회 | 1990년 12월 11일 | 오후 7시 ~ 오후 9시 54분  | 1990 FNS 가요제 | 일본 무도관                                                             | 불명                               |
| 제20회 | 제20회 | 1991년 12월 10일 | 오후 7시 ~ 오후 9시 54분  | 1991 FNS 가요제 | 그랜드 프린스 호텔 신타카나와 ‘히텐’                                    | 27.6%                              |
| 제21회 | 제21회 | 1992년 12월 8일  | 오후 7시 ~ 오후 9시 54분  | 1992 FNS 가요제 | 그랜드 프린스 호텔 신타카나와 ‘히텐’                                    | 26.4%                              |
| 제22회 | 제22회 | 1993년 12월 7일  | 오후 7시 ~ 오후 9시 54분  | 1993 FNS 가요제 | 그랜드 프린스 호텔 신타카나와 ‘히텐’                                    | 불명                               |
| 제23회 | 제23회 | 1994년 12월 6일  | 오후 7시 ~ 오후 9시 54분  | 1994 FNS 가요제 | 그랜드 프린스 호텔 신타카나와 ‘히텐’                                    | 불명                               |
| 제24회 | 제24회 | 1995년 12월 5일  | 오후 7시 ~ 오후 9시 54분  | 1995 FNS 가요제 | 그랜드 프린스 호텔 신타카나와 ‘히텐’                                    | 불명                               |
| 제25회 | 제25회 | 1996년 12월 10일 | 오후 7시 ~ 오후 9시 54분  | 1996 FNS 가요제 | 그랜드 프린스 호텔 신타카나와 ‘히텐’                                    | 24.0%                              |
| 제26회 | 제26회 | 1997년 12월 11일 | 오후 7시 ~ 오후 9시 54분  | 1997 FNS 가요제 | 그랜드 프린스 호텔 신타카나와 ‘히텐’                                    | 21.7%                              |
| 제27회 | 제27회 | 1998년 12월 3일  | 오후 7시 ~ 오후 9시 54분  | 1998 FNS 가요제 | 그랜드 프린스 호텔 신타카나와 ‘히텐’                                    | 19.7%                              |
| 제28회 | 제28회 | 1999년 12월 2일  | 오후 7시 ~ 10시 14분      | 1999 FNS 가요제 | 그랜드 프린스 호텔 신타카나와 ‘히텐’                                    | 22.2%                              |
| 제29회 | 제29회 | 2000년 12월 7일  | 오후 7시 ~ 9시 54분       | 2000 FNS 가요제 | 그랜드 프린스 호텔 신타카나와 ‘히텐’                                    | 22.5%                              |
| 제30회 | 제30회 | 2001년 12월 6일  | 오후 7시 ~ 10시 3분       | 2001 FNS 가요제 | 그랜드 프린스 호텔 신타카나와 ‘히텐’                                    | 16.3%                              |
| 제31회 | 제31회 | 2002년 12월 5일  | 오후 7시 ~ 10시 19분      | 2002 FNS 가요제 | 그랜드 프린스 호텔 신타카나와 ‘히텐’                                    | 19.0%                              |
| 제32회 | 제32회 | 2003년 12월 3일  | 오후 7시 ~ 11시 18분      | 2003 FNS 가요제 | 그랜드 프린스 호텔 신타카나와 ‘히텐’                                    | 21.2%                              |
| 제33회 | 제33회 | 2004년 12월 1일  | 오후 7시 ~ 11시 18분      | 2004 FNS 가요제 | 그랜드 프린스 호텔 신타카나와 ‘히텐’                                    | 21.8%                              |
| 제34회 | 제34회 | 2005년 12월 7일  | 오후 7시 ~ 11시 18분      | 2005 FNS 가요제 | 그랜드 프린스 호텔 신타카나와 ‘히텐’                                    | 20.1%                              |
| 제35회 | 제35회 | 2006년 12월 6일  | 오후 7시 ~ 11시 18분      | 2006 FNS 가요제 | 그랜드 프린스 호텔 신타카나와 ‘히텐’                                    | 21.3%                              |
| 제36회 | 제36회 | 2007년 12월 5일  | 오후 7시 ~ 11시 18분      | 2007 FNS 가요제 | 그랜드 프린스 호텔 신타카나와 ‘히텐’                                    | 20.7%                              |
| 제37회 | 제37회 | 2008년 12월 3일  | 오후 7시 ~ 11시 18분      | 2008 FNS 가요제 | 그랜드 프린스 호텔 신타카나와 ‘히텐’                                    | 19.7%                              |
| 제38회 | 제38회 | 2009년 12월 2일  | 오후 7시 ~ 11시 18분      | 2009 FNS 가요제 | 그랜드 프린스 호텔 신타카나와 ‘히텐’                                    | 18.5%                              |
| 제39회 | 제39회 | 2010년 12월 4일  | 오후 7시 ~ 11시 10분      | 2010 FNS 가요제 | 그랜드 프린스 호텔 신타카나와 ‘히텐’                                    | 21.7%                              |
| 제40회 | 제40회 | 2011년 12월 7일  | 오후 7시 ~ 11시 18분      | 2011 FNS 가요제 | 그랜드 프린스 호텔 신타카나와 ‘히텐’                                    | 19.9%                              |
| 제41회 | 제41회 | 2012년 12월 5일  | 오후 7시 ~ 11시 18분      | 2012 FNS 가요제 | 그랜드 프린스 호텔 신타카나와 ‘히텐’                                    | 18.3%                              |
| 제42회 | 제42회 | 2013년 12월 4일  | 오후 7시 ~ 11시 18분      | 2013 FNS 가요제 | 그랜드 프린스 호텔 신타카나와 ‘히텐’                                    | 18.8%                              |
| 제43회 | 제43회 | 2014년 12월 3일  | 오후 7시 ~ 11시 42분      | 2014 FNS 가요제 | 그랜드 프린스 호텔 신타카나와 ‘히텐’ 후지 TV 본사 V5 스튜디오 (2원중계) | 15.4%                              |
| 제44회 | 제1야  | 2015년 12월 2일  | 오후 7시 ~ 11시 18분      | 2015 FNS 가요제 | 그랜드 프린스 호텔 신타카나와 ‘히텐’                                    | 16.1%                              |
| 제44회 | 제2야  | 2015년 12월 16일 | 오후 7시 ~ 9시 54분       | 2015 FNS 가요제 | 후지 TV 특설 스튜디오 비너스포트 교회 회장 (2원중계)                    | 13.5%                              |
| 제45회 | 제1야  | 2016년 12월 7일  | 오후 7시 ~ 11시 18분      | 2016 FNS 가요제 | 그랜드 프린스 호텔 신타카나와 ‘히텐’                                    | 12.6%                              |
| 제45회 | 제2야  | 2016년 12월 14일 | 오후 7시 ~ 11시 18분      | 2016 FNS 가요제 | 후지 TV 특설 스튜디오                                                   | 11.6%                              |
| 제46회 | 제1야  | 2017년 12월 6일  | 오후 7시 ~ 11시 28분      | 2017 FNS 가요제 | 그랜드 프린스 호텔 신타카나와 ‘히텐’                                    | 13.6%                              |
| 제46회 | 제2야  | 2017년 12월 13일 | 오후 7시 ~ 11시 28분      | 2017 FNS 가요제 | 후지 TV 특설 스튜디오                                                   | 11.1%                              |
| 제47회 | 제1야  | 2018년 12월 5일  | 오후 7시 ~ 11시 28분      | 2018 FNS 가요제 | 그랜드 프린스 호텔 신타카나와 ‘히텐’                                    | 14.2%                              |
| 제47회 | 제2야  | 2018년 12월 12일 | 오후 7시 ~ 11시 28분      | 2018 FNS 가요제 | 후지 TV 특설 스튜디오                                                   | 11.8%                              |
| 제48회 | 제1야  | 2019년 12월 4일  | 오후 6시 30분 ~ 11시 28분 | 2019 FNS 가요제 | 그랜드 프린스 호텔 신타카나와 ‘히텐’                                    | 9.6% (1부) 14.1% (2부) 10.3% (3부) |
| 제48회 | 제2야  | 2019년 12월 11일 | 오후 7시 ~ 11시 28분      | 2019 FNS 가요제 | 후지 TV 특설 스튜디오                                                   | 10.8% (1부) 8.4% (2부)             |
| 제49회 | 제1야  | 2020년 12월 2일  | 오후 6시 30분 ~ 11시 28분 | 2020 FNS 가요제 | 후지 TV 특설 스튜디오                                                   | 9.2% (1부) 14.1% (2부) 10.3% (3부) |
| 제49회 | 제2야  | 2020년 12월 9일  | 오후 6시 30분 ~ 10시 48분 | 2020 FNS 가요제 | 후지 TV 특설 스튜디오                                                   | 8.5% (1부) 11.0% (2부)             |
| 제20회 | 제1야  | 2021년 12월 1일  | 오후 6시 30분 ~ 11시 28분 | 2021 FNS 가요제 | 후지 TV 특설 스튜디오                                                   | 7.5% (1부) 10.9% (2부) 7.4% (3부)  |
| 제20회 | 제2야  | 2021년 12월 8일  | 오후 6시 30분 ~ 11시 3분  | 2021 FNS 가요제 | 후지 TV 특설 스튜디오                                                   | 6.5% (1부) 9.0% (2부)              |
| 제21회 | 제1야  | 2022년 12월 7일  | 오후 6시 30분 ~ 11시 28분 | 2022 FNS 가요제 | 그랜드 프린스 호텔 신타카나와 ‘히텐’                                    | 6.6% (1부) 10.9% (2부) 8.9% (3부)  |
| 제21회 | 제2야  | 2022년 12월 14일 | 오후 6시 30분 ~ 11시 3분  | 2022 FNS 가요제 | 후지 TV 특설 스튜디오                                                   | 6.2% (1부) 10.0% (2부)             |
| 제22회 | 제1야  | 2023년 12월 6일  | 오후 6시 30분 ~ 11시 28분 | 2023 FNS 가요제 | 후지 TV 특설 스튜디오                                                   | 6.0% (1부) 9.8% (2부) 6.2% (3부)   |
| 제22회 | 제2야  | 2023년 12월 13일 | 오후 6시 30분 ~ 11시 3분  | 2023 FNS 가요제 | 후지 TV 특설 스튜디오                                                   | 5.4% (1부) 8.4% (2부)              |
| 제23회 | 제1야  | 2024년 12월 4일  | 오후 6시 30분 ~ 11시 28분 | 2024 FNS 가요제 | 후지 TV 특설 스튜디오                                                   |                                    |
| 제23회 | 제2야  | 2024년 12월 11일 | 오후 6시 30분 ~ 9시 54분  | 2024 FNS 가요제 | 후지 TV 특설 스튜디오                                                   |                                    |